# 동수원 나들목
동수원 나들목(E.Suwon IC)은 경기도 수원시 영통구 이의동에 설치된 영동고속도로의 12번 교차로이다. 수원시내 및 용인시 수지구, 광교신도시로 진출 가능하다. 인근에는 경기대학교 수원캠퍼스, 경기도남부경찰청, 수원월드컵경기장, 신분당선 광교(경기대)역, 신분당선 광교차량사업소, 광교테크노밸리가 있다. 계획 당시 가칭은 수지 나들목이었다.
인근에 위치한 광교상현 나들목을 통해 용인서울고속도로에 진입할 수 있다.

## 연혁
- 1987년 12월 31일 : 나들목 신설을 위해 수원시 도시계획시설 교통광장에 수원시 이의동 일원을 수지 나들목으로 고시[1]
- 1991년 11월 29일 : 신갈반월고속도로 개통과 함께 영업 개시[2]
- 1997년 6월 25일 : 신갈 ~ 반월고속도로 확장 공사로 나들목 개량을 위해 도로구역 변경[3]
- 2004년 4월 29일 : 2004년까지 나들목 램프 차로 확장 공사로 인해 경기도 수원시 이의동 2.4km 구간 도로구역 결정[4]
- 2009년 10월 22일 : 2012년까지 경기도 수원시 구간 강릉 방향 편도 4차로 확장 공사로 인해 수원시 도시계획시설 교통광장 면적 변경[5]
- 2011년 4월 8일 : 나들목 개량 공사로 인해 경기도 수원시 이의동 4.5km 구간 도로구역 변경[6]

## 구조물 정보
- 위치: 경기도 수원시 영통구 이의동
- 영업소: 경기도 수원시 영통구 영동고속도로 36 (이의동)

## 접속하는 도로
- 국도 제43호선 (창룡대로)
- 간접 연결 : 광교로 (광교사거리 이용), 171호선 용인서울고속도로 (광교상현 나들목 이용)

## 교통량 정보
| 요금소          | 통행량 (대/일) | 통행량 (대/일) | 통행량 (대/일) | 통행량 (대/일) | 통행량 (대/일) | 통행량 (대/일) | 통행량 (대/일) | 통행량 (대/일) | 통행량 (대/일) | 통행량 (대/일) | 각주  |
| 요금소          | 2001년         | 2002년         | 2003년         | 2004년         | 2005년         | 2006년         | 2007년         | 2008년         | 2009년         | 2010년         | 각주  |
| --------------- | -------------- | -------------- | -------------- | -------------- | -------------- | -------------- | -------------- | -------------- | -------------- | -------------- | ----- |
| 동수원 (폐쇄식) | 29,785         | 27,771         | 31,422         | 32,698         | 34,899         | 34,870         | 35,092         | 35,540         | 34,539         | 32,786         | [ 7 ] |
| 요금소          | 2011년         | 2012년         | 2013년         | 2014년         | 2015년         | 2016년         | 2017년         | 2018년         | 2019년         |                | [ 7 ] |
| 동수원 (폐쇄식) | 32,068         | 31,965         | 33,816         | 38,054         | 39,936         | 40,697         | 42,469         | 42,516         | 41,853         |                | [ 7 ] |

## 사진

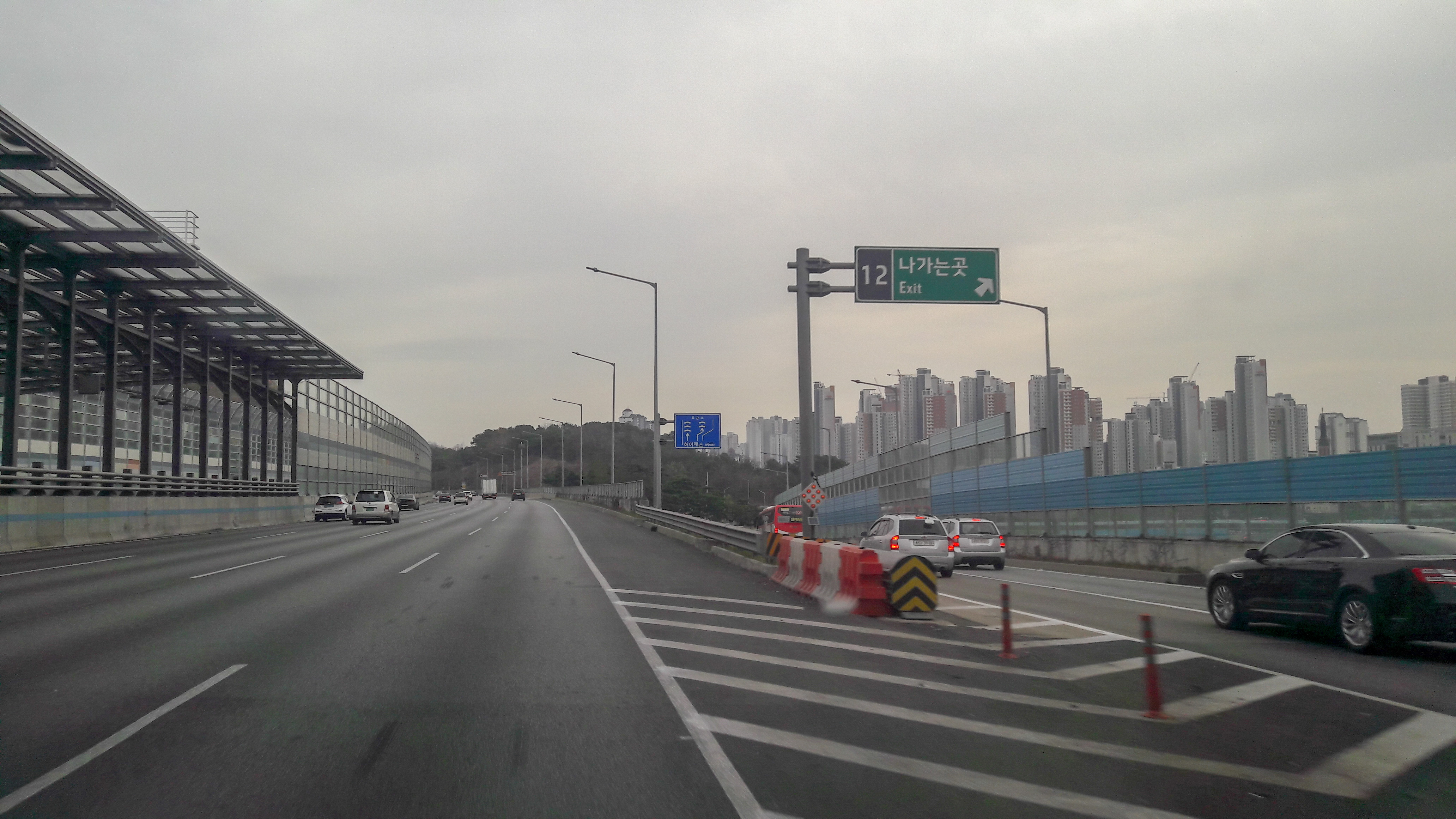
출구(하행)